# Séverine Chavrier
Séverine Chavrier (née en 1974 à Lyon) est une musicienne, comédienne et metteuse en scène. Elle dirige le Centre dramatique national Orléans-Loiret-Centre à partir de janvier 2017, puis la Comédie de Genève à partir de 2024.

## Biographie

### Origines et enfance
Séverine Chavrier naît en 1974 à Lyon, en France. Elle passe son adolescence à Annemasse, en Haute-Savoie.

### Formation
Séverine Chavrier est diplômée du Conservatoire de Genève en piano où elle a reçu une médaille d’or ainsi qu’un premier prix d’analyse musicale. Elle se forme au théâtre au cours Florent auprès de Michel Fau et à travers différents stages à la Comédie de Reims, au Nouveau théâtre d'Angers ou encore à la Comédie de Caen. Elle a également suivi des études de lettres et de philosophie,.

### Carrière
En 2003, Séverine Chavrier fonde avec Laurent Papot sa propre compagnie La Sérénade interrompue et collabore notamment avec Rodolphe Burger, Jean-Louis Martinelli et François Verret en tant que musicienne et comédienne.
En 2010, sa première pièce, Épousailles et représailles, librement inspirée de nouvelles d'Hanokh Levin, est programmée au théâtre Nanterre-Amandiers puis au Centquatre-Paris dans le cadre du Festival Impatience 2011.
Inspirée par l'œuvre de J. G. Ballard, elle crée Série B – Ballard J. G. dans le cadre du Festival Temps d'images en 2011, puis Plage ultime au Festival d'Avignon en 2012.
Entre 2014 et 2016, elle met en scène deux spectacles au Théâtre Vidy-Lausanne : Les Palmiers sauvages, d’après le roman de William Faulkner, et Nous sommes repus mais pas repentis (Déjeuner chez Wittgenstein), une adaptation de Thomas Bernhard. Ces deux pièces sont programmées ensuite au Théâtre de l'Odéon en 2016,.
En 2016 et 2017, elle crée les deux volets de Après coups, Projet Un-Femme au Théâtre de la Bastille réunissant des femmes artistes venant d'univers artistiques et de pays différents.
De 2017 à 2023, elle dirige le Centre Dramatique National d'Orléans.
Sa nouvelle création, Aria da capo, est présentée au Théâtre de la Ville au printemps 2020.
Elle est nommée en décembre 2023 à la direction de la Comédie de Genève.

## Théâtre
- 2010 : Épousailles et Représailles de Hanoch Levin, théâtre des Amandiers.
- 2011 : Série J. G. Ballard, 104.
- 2012 : Plage ultime, théâtre des Amandiers, Festival d'Avignon.
- 2014 : Les Palmiers sauvages d'après William Faulkner, théâtre de l'Odéon - théâtre de Vidy-Lausanne.
- 2016 : Nous sommes repus mais pas repentis d'après Déjeuner chez Wittgenstein de Thomas Bernhard, théâtre de l'Odéon, théâtre de la Ville, théâtre de Vidy-Lausanne.
- 2016 : Après coups, Projet Un-Femme no 1, Théâtre de la Bastille.
- 2017 : Après coups, Projet Un-Femme no 2, Théâtre de la Bastille.
- 2019 : Aria da capo, CDN d'Orléans.
- 2022 : Ils nous ont oubliés, d'après le roman La Plâtrière de Thomas Bernhard, théâtre de l'Odéon, CND d'Orléans, Comédie de Genève.
- 2024 : Absalon, Absalon !, d'après le roman de Faulkner, Festival d'Avignon, Comédie de Genève.